# Marguerite Davis
Marguerite Davis (* 16. September 1887 in Racine (Wisconsin); † 19. September 1967 ebendort) war eine amerikanische Biochemikerin. Zusammen mit Elmer McCollum entdeckte sie 1913 Vitamin A und Vitamin B. Davis’ und McCollums Forschungsarbeit hatte großen Einfluss auf die spätere Forschung in den Ernährungswissenschaften.

## Kindheit
Davis war die Tochter des Arztes und Botanikers John Jefferson Davis, der an der University of Wisconsin lehrte. McCollum schrieb in seiner Autobiografie von 1964, dass sich Davis im Alter von zehn Jahren bei einem Lagerfeuer schwere Verbrennungen zuzog, als ihre Kleidung Feuer fing.

## Ausbildung
Aufgrund ihres naturwissenschaftlichen Interesses schrieb sie sich 1906 an der University of Wisconsin ein. 1908 wechselte sie an die University of California in Berkeley und erhielt 1910 den Bachelor in Hauswirtschaft. Sie kehrte an die University of Wisconsin zurück und arbeitete für ihren Masterabschluss, den sie aber nie erreichte. An der University of Wisconsin begann sie als Forschungsassistentin für McCollum zu arbeiten.

## Entdeckung der Vitamine A und B
Als Forschungsassistentin war sie für Pflege und Erweiterung einer großen Rattenkolonie zuständig. Dank ihrer Unterstützung gelang es McCollum, „mindestens zehn Mal mehr Experimente durchzuführen, als ich alleine geschafft hätte“. Zusammen versuchten sie, Mischungen herzustellen, die in der Tierernährung als Futterersatz dienen könnten, und untersuchten dabei besonders lebensnotwendige Spurenstoffe. Diese Verbindungen nannten sie „Vitamine“, da sie vermuteten, dass es sich chemisch betrachtet um Amine handelte.
1913 entdeckten sie eine lebensnotwendige Substanz in Fetten, die sie „fettlöslich A“ nannten. Sie konnten diese von einer anderen Substanz unterscheiden, die vom niederländischen Chemiker Christiaan Eijkman entdeckt worden war, und nannten letztere „wasserlöslich B“. Später wurden diese nach langwierigen Untersuchungen mit Ratten in Vitamin A und Vitamin B umbenannt. Die Entdeckung dieser zwei Vitamine ebnete den Weg für weiterführende Forschung in den Ernährungswissenschaften.
Die Entdeckung von Vitamin A und Vitamin B wurde erstmals 1913 im Journal of Biological Chemistry unter dem Titel The Necessity of Certain Lipins in the Diet during Growth publiziert.

## Werdegang
Davis gründete das ernährungswissenschaftliche Labor an der University of Wisconsin-Madison. Sie zog nach New Jersey, um für die Firma Squibb Pharmaceuticals zu arbeiten, und half später an der Rutgers University beim Aufbau eines Ernährungslabors. 1940 kehrte sie für einige Jahre als Hochschullehrerin und Forscherin an die University of Wisconsin zurück.
1940 setzte sich Davis zur Ruhe und kehrte in ihre Heimatstadt Racine zurück, um mit ihrem Bruder John Archibald „Archie“ Davis im Haus der Familie zu wohnen. Davis beschäftigte sich im Ruhestand mit Geschichte und Gartenbau und engagierte sich in lokalen gesellschaftlichen Angelegenheiten. 1958 wurde sie vom Frauenrat in Racine für ihre Verdienste um das Gemeinwesen ausgezeichnet. Davis starb in Racine am 19. September 1967, drei Tage nach ihrem achtzigsten Geburtstag.
McCollum schreibt in seiner Autobiografie von 1964 seinen Erfolg in der Ernährungsforschung zwei Personen zu: Davis und Stephen Babcock. Davis arbeitete von 1909 bis 1916 in McCollums Labor. Jedes Jahr forderte McCollum ein Gehalt für Davis, was ihm jedoch außer für das letzte Jahr verweigert wurde. So blieb sie fünf Jahre ohne Gehalt, und erhielt in ihrem letzten Jahr schließlich 600 $ monatlich. Nachdem Davis Madison verlassen hatte, kümmerte sich Nina Simmonds von 1916 bis 1929 um die Rattenkolonie, welche Davis aufgebaut und gepflegt hatte.

## Ausgewählte Publikationen
- E.V. McCollum, Marguerite Davis: The Necessity of Certain Lipins in the Diet during Growth. In: Journal of Biological Chemistry. Band 15, Nr. 1, Juli 1913, S. 167–175, doi:10.1016/S0021-9258(18)88553-2 (elsevier.com [abgerufen am 15. Januar 2025]).
- E.V. McCollum, Marguerite Davis: The Nature of the Dietary Deficiencies of Rice. In: Journal of Biological Chemistry. Band 23, Nr. 1, November 1915, S. 181–230, doi:10.1016/S0021-9258(18)87611-6 (elsevier.com [abgerufen am 15. Januar 2025]).
- E.V. McCollum, Marguerite Davis: The Essential Factors in the Diet During Growth. In: Journal of Biological Chemistry. Band 23, Nr. 1, November 1915, S. 231–246, doi:10.1016/S0021-9258(18)87612-8 (elsevier.com [abgerufen am 15. Januar 2025]).
- Marguerite Davis: Effect of a Ration Low in Fat Soluble "A" on the Tissues of Rats. In: Archives of Pediatrics & Adolescent Medicine. Band 21, Nr. 3, 1. März 1921, ISSN 1072-4710, S. 307, doi:10.1001/archpedi.1921.01910330098007 (jamanetwork.com [abgerufen am 15. Januar 2025]).